# قصیده
قَصیده یک قالب شعر کلاسیک فارسی است. موضوع قصاید مدح شاهان و بزرگان، وصف طبیعت و گاه پند و اندرز است. در این نوع شعر بیت اول با مصراع‌های زوج هم‌قافیه است. شاعران ایرانی قصیده را از شعر عربی گرفته‌اند. تفاوت قصیده با قالبِ غزل در تعداد ابیات و موضوع شعر است. کمی یا زیادیِ بیت‌های قصاید بستگی دارد به اهمیت موضوع، قدرت و قوّت طبع شاعر و نوع قافیه و اوزان شعری. شاعر می‌تواند قصیده را در وزن‌های گوناگونی بسراید.
بنا بر روایتی نخستین شعر فارسی قصیده‌ای است از محمد وصیف سگزی، دبیر دربار یعقوب لیث صفاری، که تنها ۶ بیت آن باقی مانده‌است. مطلع این قصیده این است:
| ای امیری که امیران جهان خاصه و عام |  | بنده و چاکر و مولای و سگ بند و غلام |

بخش عظیم ادبیات فارسی را در سدهٔ ششم هجری، قصیده تشکیل می‌دهد. از برترین قصیده‌سرایان گذشته ادبیات فارسی می‌توان به سنایی، خاقانی، ناصر خسرو، مسعود سعد سلمان، انوری و منوچهری اشاره کرد.

## فرقغزلو قصیده
قصیده دارای ۲۰ تا ۷۰ بیت است، اما غزل دارای ۵ تا ۱۴ بیت است.
موضوع قصیده ستایش شاهان و بزرگان وصف طبیعت، گاهی پند و اندرز و همچنین تهنیت جشن‌ها می‌باشد، اما غزل نوعی شعر عاشقانه می‌باشد که بیان عواطف و احساسات، زیبایی معشوق و شکوه روزگار است

## نمودار تصویری قافیه در قصیده
__________* _________*
__________ __________*
__________ __________*
__________ __________*
مصراع‌های هم‌قافیه با * نشان داده شده‌است.

## انواع قصیده
- مدحی
- مذهبی و فلسفی
- اخلاقی و زهدی
- سیاسی و اجتماعی

مشهورترین قصیده‌سرایان مدیحه‌گو: رودکی، منوچهری دامغانی، فرخی سیستانی، عنصری بلخی، انوری، خاقانی

## ارکان اصلی قصیده
قصیده شعری است که مصراع اول با مصراع‌های زوج هم‌قافیه‌اند و تعداد ابیات آن از ۱۵ بیت بیشتر است.
ارکان اصلی قصیده از شش بخش تشکیل می‌شود:
۱- مطلع
۲- تغزّل
۳- تخلص
۴- تنهٔ اصلی قصیده
۵-شریطه و دعا
۶-مقطع
مطلع: بیت اوّل قصیده را مطلع می‌نامند که باید در لفظ و معنی جذّاب و دلنشین باشد و دو مصراع آن هم قافیه باشد. مثال: (با کاروان حلّه برفتم ز سیستان با حلّه تنیده ز دل، بافته ز جان) (فرّخی سیستانی).
گاهی شاعران برای تغییر محتوا یا تنگنای قافیه در خلال قصیده بیت مُصرّعی می‌آورند و تجدید مطلع می‌نمایند. مثال: خاقانی در قصیده‌ای به مطلع: (عشق بیفشرد پا بر نمط کبریا برد به دست نخست، هستی ما رازها)
تغزّل: ابیات آغازین قصیده اگر در مدح معشوق و توصیف زیبایی‌های او باشد، تغزّل نامیده می‌شود و چنانچه در وصف طبیعت و یادآوری از روزگار جوانی باشد، به آن (تشبیب) و (نسیب) گفته می‌شود.
تخلّص: تخلّص در قصیده به معنی گریز زدن و خلاص شدن است و در اصطلاح، بیت یا ابیاتی است شاعر با آن به طرز ماهرانه از مقدّمه و تغزّل به تنهٔ اصلی قصیده وارد می‌شود. گفتنی است تخلّص در غزل، چنانچه پیش از این ذکر شد، با تخلّص در قصیده تفاوت دارد.
تنهٔ اصلی قصیده: این بخش، اصلی‌ترین قسمت قصیده و تمام مقصود شاعر را دربردارد که معمولاً محتوا و مضامینی چون مدح، رثا، وصف، پند و اندرز و موعظه، شکوه و شکایت، حکمت، عرفان و مسائل سیاسی و اجتماعی را در بر می‌گیرد.
شریطه و دعا: شاعران معمولاً در ابیات پایانی قصیده با ذکر شرط‌هایی برای ممدوح خود آرزوی دوام و بقا می‌کنند؛ مثلاً عنصری در پایان یکی از قصایدش چنین می‌گوید:
(همیشه تا به همه وقت خلق عالم را به شادی و غم از ایزد بود قضا و قدر)
(بقای شاه جهان باد و عزّ و دولت او دلش به رامش و دستش به باده و ساغر)
مقطع: بیت آخر قصیده مقطع نام دارد که معمولاً شاعران در آن به هنرنمایی پرداخته، در انتخاب الفاظ و مفاهیم سعی زیادی می‌نمایند.

## وجه تسمیه
از آن‌جا که در این گونه شعر، نظر شاعر اغلب به شخص و مقصودی معیّن توجّه دارد آن را قصیده یعنی مقصود نام داده‌اند. طبق نظر علمای ادب، در قصاید فارسی مطلع باید که مصرّع باشد و هرگاه که چنین نیست، به آن شعر قطعه می‌گویند و نه قصیده.

## پیشینه
اگرچه پیشینهٔ قصیده به شعر عربی در دوران جاهلیت می‌رسد، لیکن در شعر فارسی از قرن سوم هجری رواج یافت و دوران اوج شکوه آن تا قرن ششم هجری بوده‌است. از قرن هفتم به‌بعد، به‌دلیل از بین رفتن دربارهای مقتدری که مشوق شاعران مدیحه‌سرا بودند، قصیده رو به ضعف نهاد. موضوع قصیده‌ها از قرن نهم به‌بعد، بیشتر تجلیل و ستایش اولیای دین است. در دوران متأخر، محمّدتقی بهار با وارد کردن مضمون‌های اجتماعی و سیاسی در قصیده‌ها، رنگ تازه‌ای به قصیده داد و این قالب شعری را احیا کرد.